# Rafał Hawel

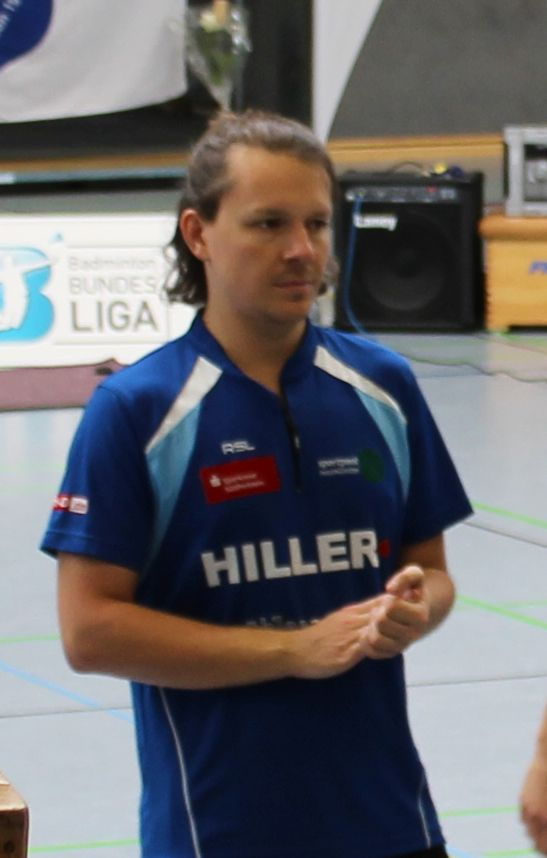
Rafal Hawel am 12. Oktober 2014

Rafał Hawel (* 11. September 1984) ist ein polnischer Badmintonspieler. 

## Karriere
Rafał Hawel gewann schon als Junior 2001 seinen ersten nationalen Titel bei den Erwachsenen. Erst 2006 folgte sein zweiter Titel. 2004 und 2005 siegte er bei den Lithuanian International.
Ab der Saison 2008/09 lief er für den deutschen Zweitligisten Blau-Weiss Wittorf Neumünster auf, mit dem er in der Saison 2017/18 in die 1. Badminton-Bundesliga aufstieg. Nach dem Klassenerhalt in der Saison 2018/19 kehrte Hawel nach Polen zurück.

## Sportliche Erfolge
| Saison | Veranstaltung                          | Disziplin    | Platz | Name                                                                  |
| ------ | -------------------------------------- | ------------ | ----- | --------------------------------------------------------------------- |
| 2001   | Polnische Einzelmeisterschaften        | Herreneinzel | 3     | Rafał Hawel (Technik Głubczyce)                                       |
| 2001   | Polnische Einzelmeisterschaften        | Herrendoppel | 3     | Rafał Hawel / Bartosz Kocik (Technik Głubczyce)                       |
| 2002   | Polnische Einzelmeisterschaften        | Herrendoppel | 2     | Rafał Hawel / Przemysław Wacha (Technik Głubczyce)                    |
| 2002   | Polnische Meisterschaften der Junioren | Herreneinzel | 1     | Rafal Hawel                                                           |
| 2002   | Polnische Meisterschaften der Junioren | Herrendoppel | 1     | Rafal Hawel / Bartosz Kocik                                           |
| 2003   | Polnische Meisterschaften der Junioren | Herrendoppel | 1     | Adam Cwalina / Rafal Hawel                                            |
| 2003   | Polnische Meisterschaften der Junioren | Herreneinzel | 1     | Rafal Hawel                                                           |
| 2003   | Junioren-Europameisterschaft           | Herreneinzel | 3     | Rafal Hawel                                                           |
| 2004   | Lithuanian International               | Herreneinzel | 1     | Rafal Hawel                                                           |
| 2004   | Polnische Einzelmeisterschaften        | Herreneinzel | 3     | Rafał Hawel (Technik Głubczyce)                                       |
| 2004   | Polnische Einzelmeisterschaften        | Herrendoppel | 3     | Adam Cwalina / Rafał Hawel (Kolejarz Częstochowa / Technik Głubczyce) |
| 2005   | Polnische Einzelmeisterschaften        | Herreneinzel | 2     | Rafał Hawel                                                           |
| 2005   | Lithuanian International               | Herreneinzel | 1     | Rafal Hawel                                                           |
| 2006   | Polnische Einzelmeisterschaften        | Herrendoppel | 1     | Rafał Hawel / Przemysław Wacha (Technik Głubczyce)                    |
| 2006   | Polnische Einzelmeisterschaften        | Herreneinzel | 3     | Rafał Hawel (Technik Głubczyce)                                       |
| 2007   | Polnische Einzelmeisterschaften        | Herrendoppel | 2     | Rafał Hawel / Przemysław Wacha (Lks Technik Głubczyce)                |
| 2007   | Polnische Einzelmeisterschaften        | Herreneinzel | 2     | Rafał Hawel (Lks Technik Głubczyce)                                   |
| 2008   | Polnische Einzelmeisterschaften        | Herreneinzel | 2     | Rafał Hawel (Lks Technik Głubczyce)                                   |
| 2009   | Polnische Einzelmeisterschaften        | Herreneinzel | 2     | Rafał Hawel (Lks Technik Głubczyce)                                   |
| 2010   | Polnische Einzelmeisterschaften        | Herreneinzel | 3     | Rafał Hawel (Lks Technik Głubczyce)                                   |
| 2010   | Polnische Einzelmeisterschaften        | Herrendoppel | 2     | Adam Cwalina / Rafał Hawel (Lks Technik Głubczyce)                    |
| 2011   | Polnische Einzelmeisterschaften        | Herreneinzel | 2     | Rafał Hawel (SKB Piast Słupsk)                                        |
| 2012   | Polnische Einzelmeisterschaften        | Herreneinzel | 2     | Rafał Hawel (SKB Piast Słupsk)                                        |